# Анжеліка Калліо
Анжеліка Калліо (англ. Angelika Kallio; нар. 15 вересня 1972) — латвійська і фінська супермодель, акторка та підприємиця. Авторка автобіографії.
Найуспішніша фінська модель 1990-х, працювала на світових подіумах для провідних модельєрів і будинків моди. З'являлася на обкладинках найвідоміших міжнародних глянців.

## Ранні роки
Анжеліка Калліо народилася 15 вересня 1972 року в Латвії. Коли вона була дитиною, її мати одружилася з громадянином Фінляндії і разом з донькою переїхала в Гельсінкі. Коли 15-річна Анжеліка вчилася в російсько-фінській середній школі, її помітив агент найбільшого у Фінляндії модельного агентства Paparazzi, і вона підписала контракт.

## Кар'єра
Світова кар'єра Калліо почалася в 1990 році з фотосесії для англійського видання журналу Elle. Незабаром її помітив Карл Лагерфельд, який став її покровителем, що послужило початком тісної співпраці Калліо з будинком моди Chanel.
Протягом 1990-х Анжеліка Калліо з'являлася на сторінках і обкладинках таких престижних глянців, як Amica,Vogue, Harper's Bazaar, Cosmopolitan, ELLE, Glamour, l'officiel, Marie Claire , Esquire, Harper's Bazaar, Rolling Stone і W. Працювала на подіумі для Versace, Chanel, Christian Lacroix, Nina Ricci, Anna Sui, Alexander McQueen, Jean Paul Gaultier, Lanvin, Victoria's Secret, Valentino, Armani, Roberto Cavalli, Prada, Fendi, Gianfranco Ferrè, Marc Jacobs, Donna Karan, Ralph Lauren, Oscar de la Renta, Michael Kors, Calvin Klein, Azzedine Alaïa, Carolina Herrera, Celine, Dolce & Gabbana, Helmut Lang. Знімалася в рекламі багатьох провідних брендів та великих американських універмагів, включаючи Macy's та Neiman Marcus.
Анжеліка Калліо працювала в багатьох країнах Європи та Америки і жила поперемінно в Парижі, Нью-Йорку і Маямі. Вона неодноразово з'являлася на популярних американських телевізійних шоу, таких як WABC-TV'S Eyewitness News та Hard Copy.
У 1993 році Калліо знялася в камео в романтичній кінокомедії Консьєрж, де головні ролі виконували Майкл Джей Фокс та Габріель Анвар.
У 2000-ті Анжеліка Калліо понад 10 років співпрацювала з американською фірмою Nicole Miller, a також заснувала власний бізнес спідньої білизни. З 2010 року, Калліо співпрацювала з популярною американською фірмою J. Crew. Вона з'явилася на обкладинці фінського видання журналу Elle. Калліо представляє агентство Ford Models в Нью-Йорку.

## Особисте життя
Анжеліка Калліо живе в Нью-Йорку зі своїм 13-річним сином Максимо. Вона живе у цивільному шлюбі з девелопером нерухомості Роєм Стіллманом.
У 2005 році Калліо написала автобіографію Huippumallin päiväkirja («Щоденники топ-моделі»), яка була опублікована у Фінляндії.